# روب مونستر
روب مونستر (بالإنجليزية: Rob Monster) هو كبير الإداريين التنفيذيين أمريكي، ولد في عقد 1960.